# Бишр аль-Хафи
Абу́ Наср Бишр ибн аль-Ха́рис аль-Марвази́ (араб. أبو نصر بشر بن الحارث المروزي
‎; 767 Мерв — 842, Багдад) — исламский богослов, аскет (захид). Известен по прозвищу аль-Хафи («босоногий»).

## Биография
Его полное имя Абу Наср Бишр ибн аль-Харис ибн Абдуррахман ибн Ата ибн Хиляль ибн Махан ибн Абдуллах аль-Марвази. Родился в 767 году в Мерве (по другим данным в деревне Бакирд или Мабарсам близ Мерва) провинции Хорасан. Переехал в Багдад, где по сообщению большинства источников, он и умер. Его дед Абдуллах, которого до принятия ислама звали Бабур (Яфур, Багнабур, или аль-Гайур), принял ислам от Али ибн Абу Талиба. У него было три сестры, которые также отличались богобоязненностью и аскетизмом.
О его жизни в раннем возрасте мало что известно. В молодости вёл беспечный образ жизни. По его словам, в Мерве он входил к какую-то молодёжныю группу, или шайку разбойников. Сообщается, что однажды, идя по улице, он увидел в грязи брошенный лоскуток, на котором было написано имя Аллаха. Подняв глаза к небу, он сказал: «Господь мой, Твое Имя брошено здесь, и его топчут?!» и взял этот лоскуток. Бишр помыл лоскуток, купил на все имеющиеся у него деньги благовония, окропил ими этот кусок материи и положил в чистое место. В ту ночь он услышал во сне голос Аллаха: «Бишр, ты очистил Мое Имя, и Я также сделаю тебя чистым в обоих мирах». После этого случая он обратился к Аллаху и стал известным в исламском мире праведником.
Обучался исламским дисциплинам у таких известных богословов Багдада, как Хаммад ибн Зейд, Ибн аль-Мубарак, Малик, Абу Бакр ибн Айаш и др.
Однажды Бишр пришел к сапожнику и попросил у него ремешок для сандалии. Видимо сапожник был не в духе в тот день, и он раздражённо бросил Бишру: «Сколько же хлопот от тебя людям!». Бишр бросил сандалию, которая была в руке, а потом снял вторую и поклялся, что больше никогда не наденет обувь. И действительно, до самой смерти он не носил более обувь. Поэтому его прозвали аль-Хафи, то есть босой.
Пользовался огромным почетом и уважением среди людей.
Бишр никогда не наедался досыта. К приобретению средств существования он подходил с такой скрупулезностью, что у него не оказывалось средств на покупку всего необходимого. Сообщается, что в течение сорока лет как он не ел жареного мяса, так как не смог собрать чистые средства, которых хватило бы для покупки этого мяса.
Умер в месяце раби аль-авваль 227 года по хиджре (842 год), в возрасте 75 лет.